# Neotroponiscus carolii
Neotroponiscus carolii là một loài chân đều trong họ Bathytropidae. Loài này được Arcangeli miêu tả khoa học năm 1936.